# Фелиш, Альберт Эдуардович
Альберт Эдуардович Фелиш (Фелишъ) (1837—1908) — российский мастер документальной фотографии, владелец фотоателье в Санкт-Петербурге, первый отечественный фабрикант, производивший фотопластины (сухие броможелатиновые фотопластины).
Этимология происхождения фамилии. 

Слово «фелиш» встречается в значении фартук, передник в цыганском и румынском языках.
У Кэтэрынцев, Кэлдэраров. Фартук (фелиш) — обязательный элемент костюма замужней женщины.

## Биография

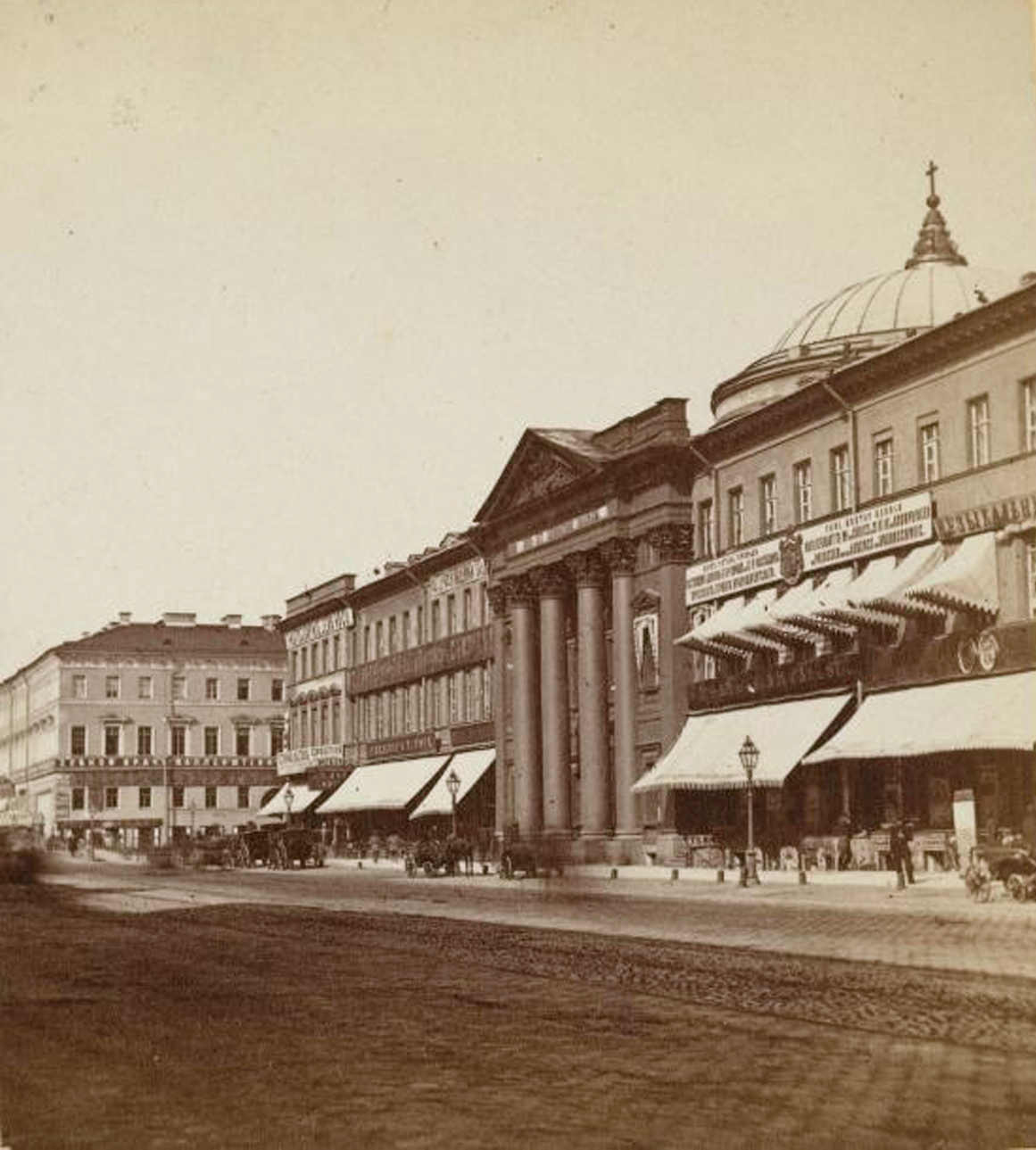
. Дом Голландской церкви. 1870-е

Родился 26.02.1837 в Германии, прусский подданный. 

По образованию был землемером. 

В 1864 г. переехал в Санкт-Петербург в возрасте 27 лет. 

Фотомастерские в Санкт-Петербурге:
- В 1865 г. в Демидовом пер. на углу с Большой Мещанской ул. открыл фотоателье (портретную фотографию)[3]. Вскоре закрыл.
- 1867—1868 гг. располагалась по адресу: Большая Мещанская ул., д. 36, кв. 8 дом Артемьева (ныне Казанская ул., д. 34, лит. А[4])[5][6][7][8]
- С 1868 г. располагалась по адресу: Большая Морская ул., д. 42 (ныне Большая Морская ул., д. 40, лит. А)[5][7][9][10], дата закрытия не указана (последние упоминание 1874 г.).
- В 1881 г. располагалась по адресу: Невский пр., д. 52 (ныне Садовая ул., д. 14/52, лит. А)[7][11]
- С 1883 г. располагалась по адресу: Итальянская ул., д. 31 (ныне Итальянская ул., д. 31, лит. А)[7][12][13][14][15]

Первый отечественный фабрикант, производивший сухие фотопластины.
С 1867 г. занимался съемкой С.-Петербурга и окрестностей. 

Участник Международной выставки садоводства (1869). 

Участник Московской выставки (1870). 

Участник Мануфактурной выставки в Санкт-Петербурге в 1870 г. 

В разделах: химическом и фотографическом. Соответственно, представлял «химические препараты, употребляемые в фотографии» и фотографии с видами Санкт-Петербурга (обычные и стереопары).
Был официальным фотографом выставки. 

На А. Э. Фелиша заведено Дело 30.12.1868—01.07.1871 за хранении тайных фотографий. 

Зимой 1870 г. снял 20 больших картин И. К. Айвазовского. 

Участник Всероссийской Политехнической Выставки (1872). 

С 8.11.1878 проводит опыты по приготовлению эмульсии и пластин. 

В 1879 г. начал подавать первые русские эмульсионные пластины. В конце 1879 г. начал продажи первых русских броможелатинных пластин. 

В 1880 г. издал первую на русском языке отдельную брошюру по эмульсионному способу для фотографов, любителей и туристов «Броможелатинный способ, его значение и применение к фотографии». 

в 1880 г. открыл в Санкт-Петербурге первую русскую «Фабрику сухих броможелатинных пластинок». В 1896 г. закрыл свою фабрику. 

26.02.1891 г. отмечалось 25-летие переезда и начала деятельности в Санкт-Петербург 26.02.1866, что явно противоречит большинству других источников, так как он переехал в возрасте 27 лет из Германии, то есть 1864 г. 

Сделал множество снимков Санкт-Петербурга и окрестностей, как простых, так и стереоскопических. 

Скончался 17.06.1908 в Санкт-Петербурге.

## Семья
Имел двое сыновей

## Признание заслуг
- Большая серебряная медаль и Высочайшие благодарности от Двора за снимки в Петергофе и Императорских дворцах[3][17].
- «За свои фотографические работы покойный А. Э. получил очень много наград на фотографических выставках»[3].
- Удостоен награды 5-го разряда «Почётного отзыва» на Мануфактурной выставке в Санкт-Петербурге в 1870 г. за фотографические работы.

## Галерея

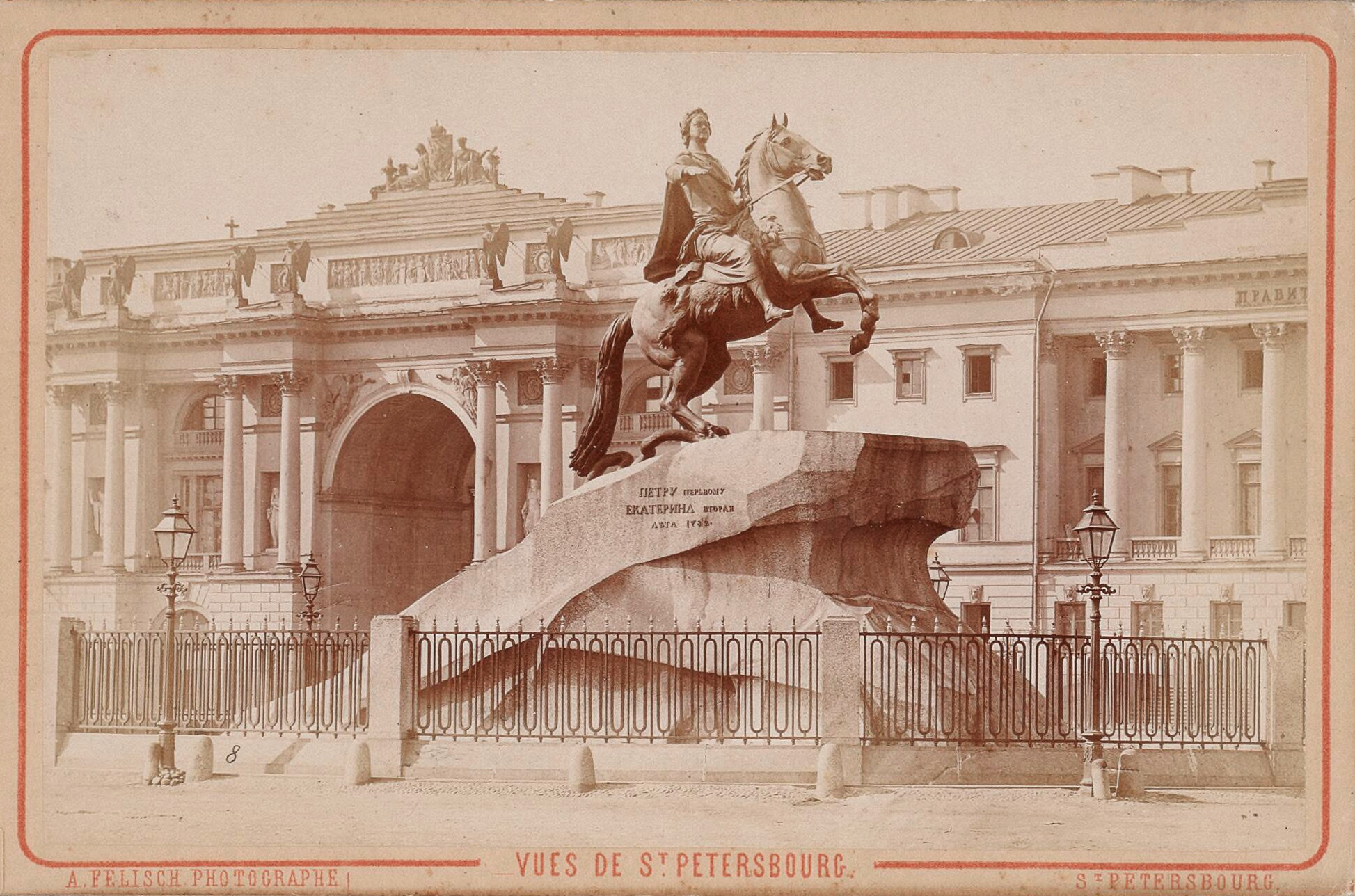
Памятникъ Петра Великаго
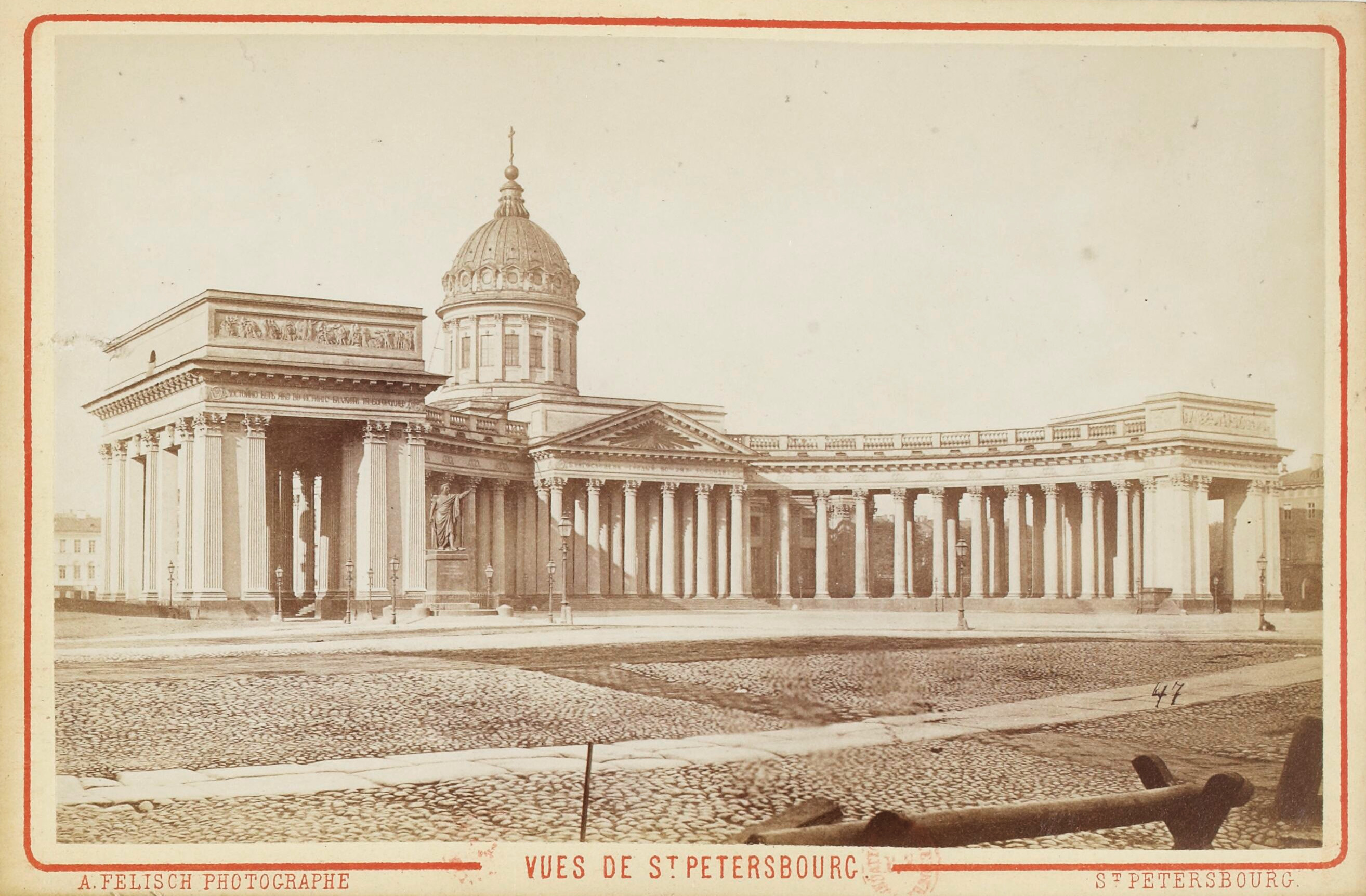
Казанскiй Соборъ
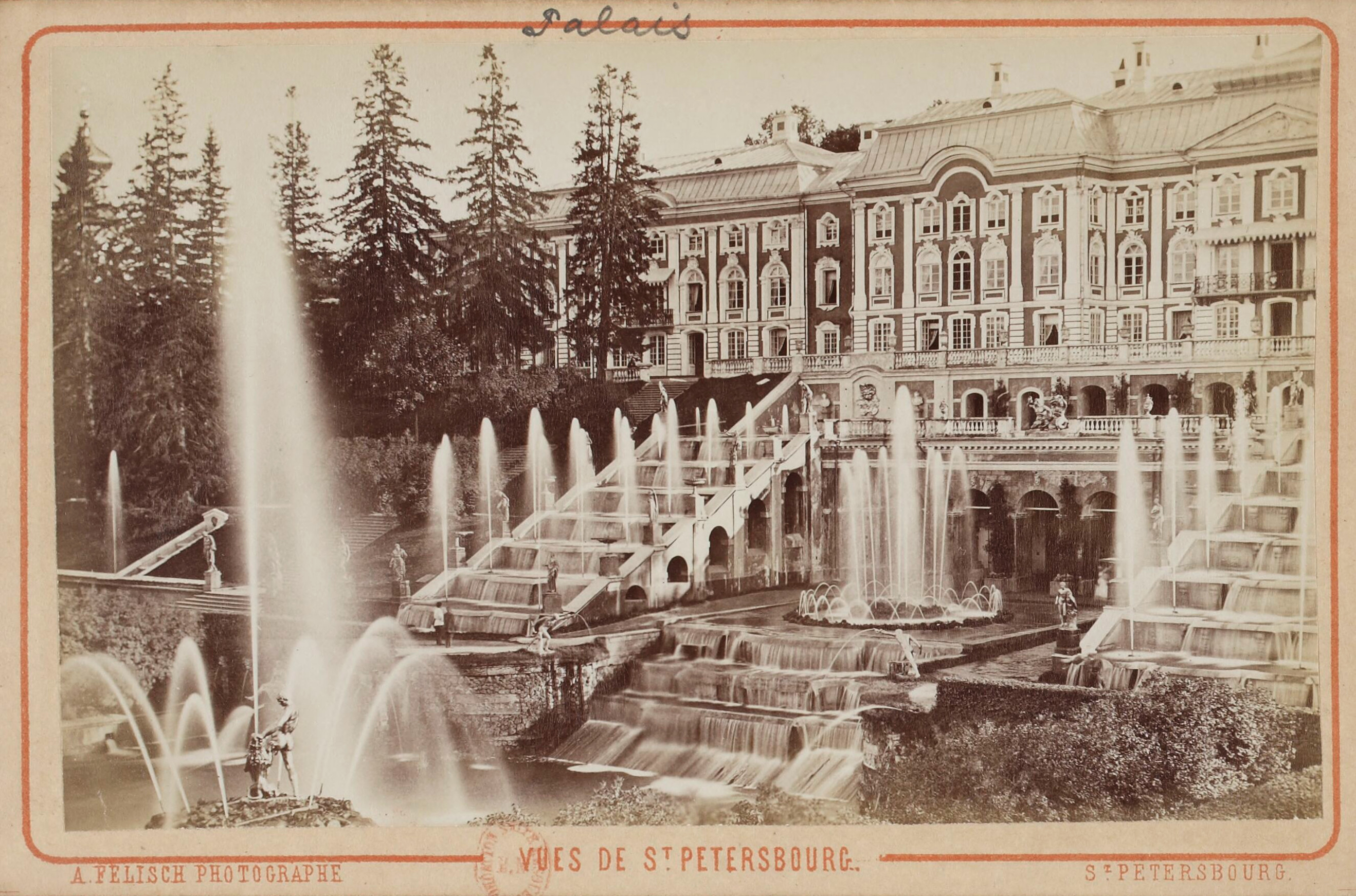
Большой каскад, дворец, 1880‑е гг. Palais
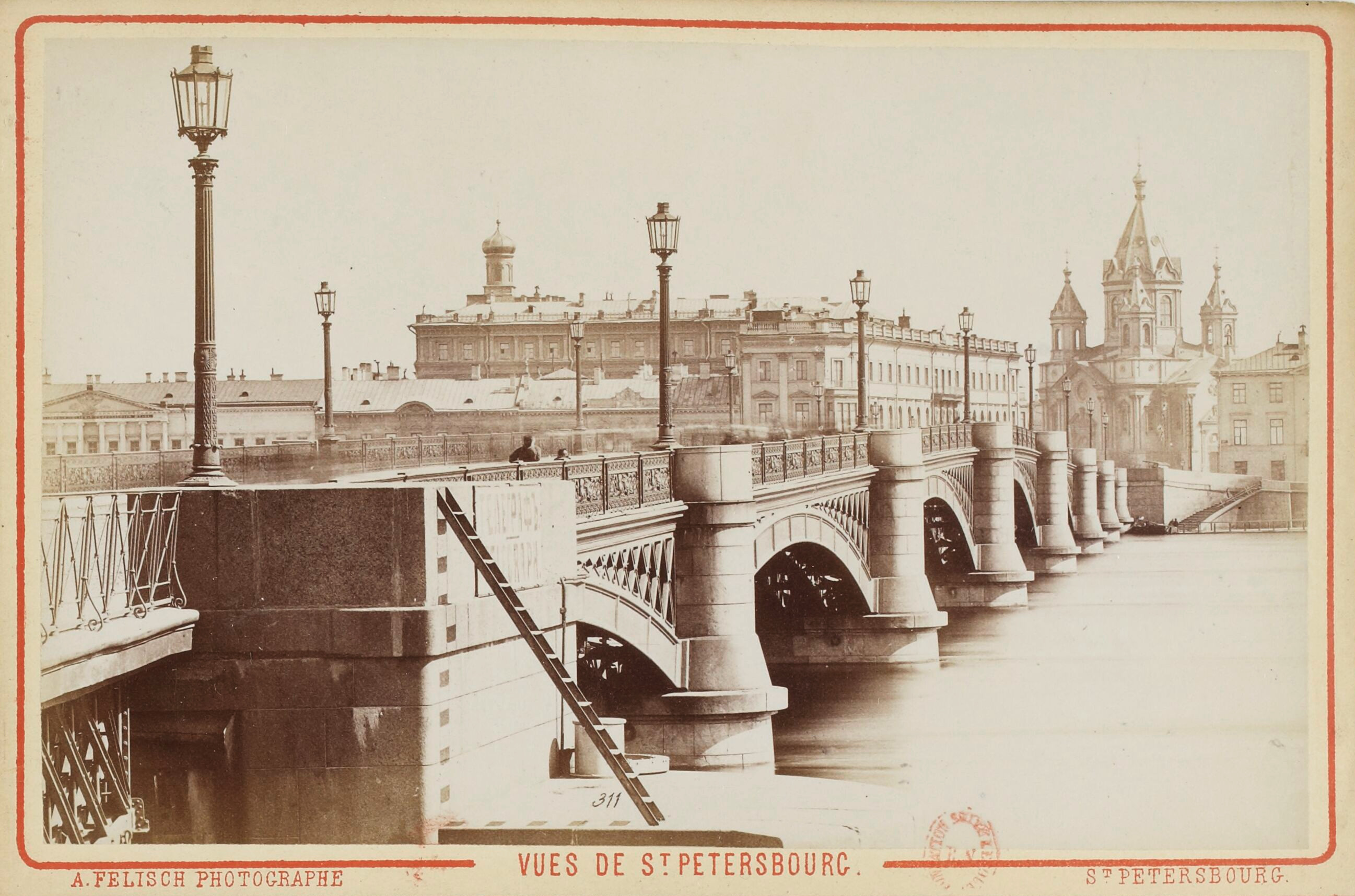
Видъ Николаевскаго моста съ Васильевскаго Острова
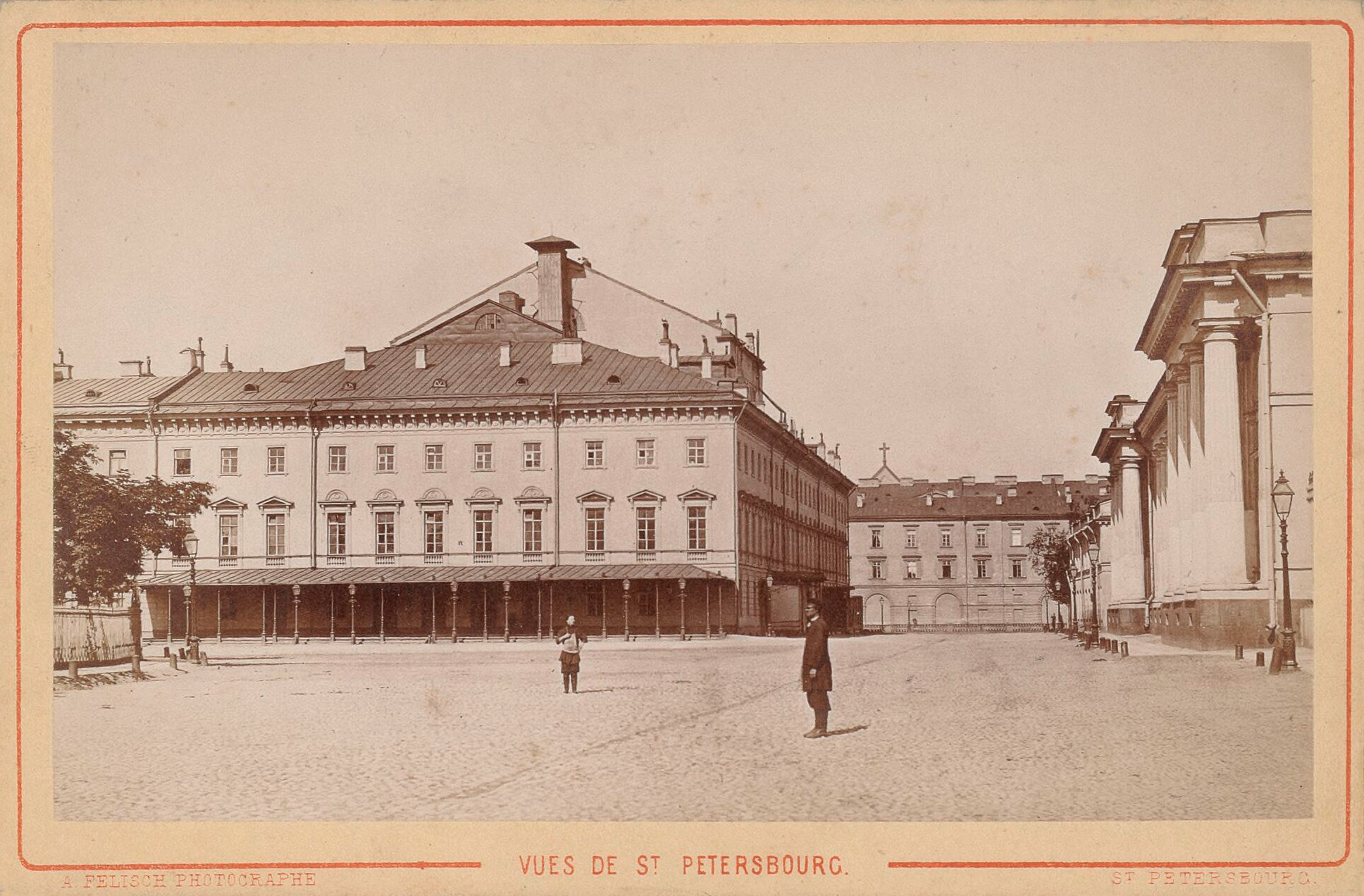
Михайловскiй Театръ
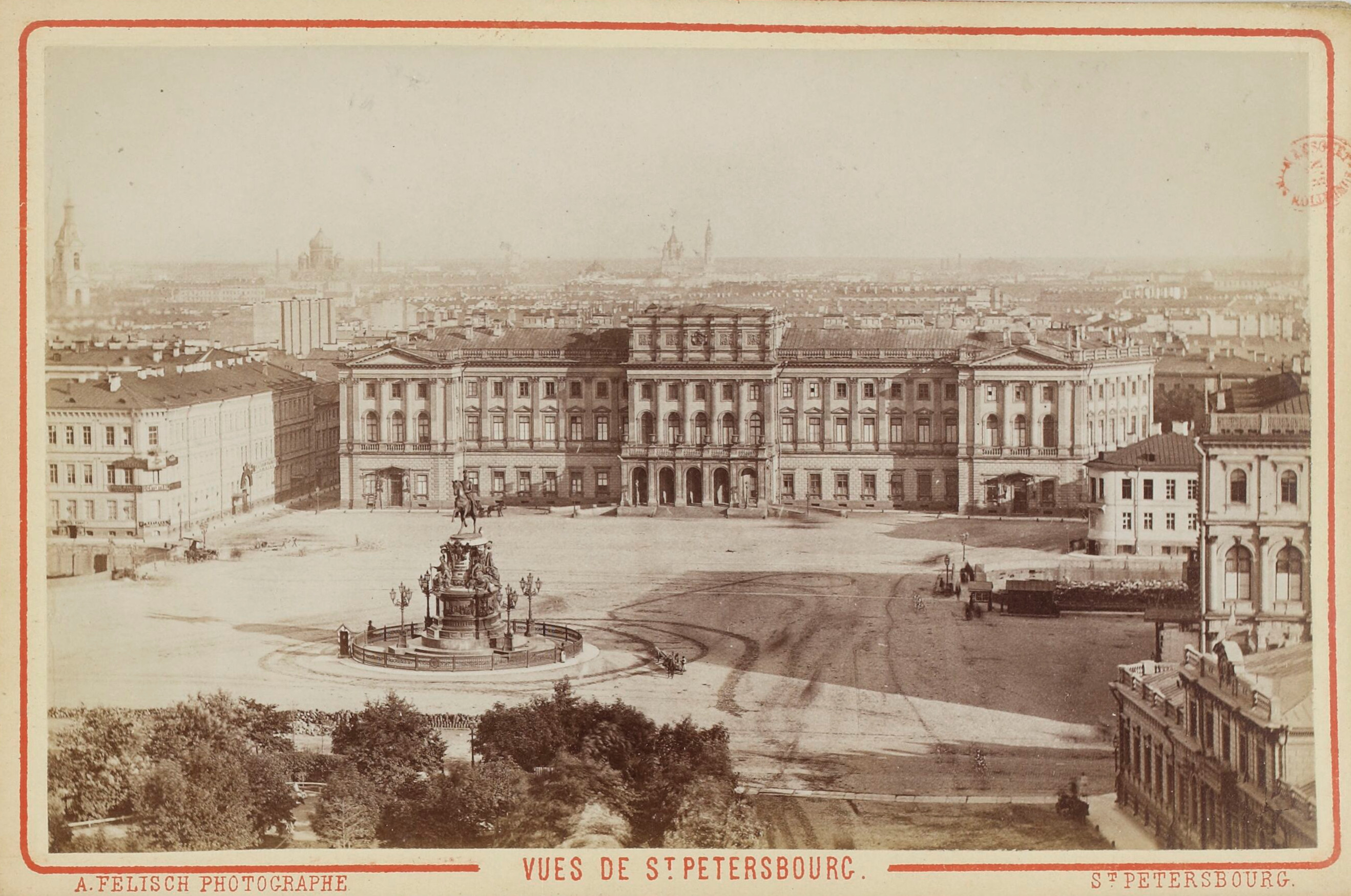
Панорама изъ Исаакiевскаго Собора

## Архивы
- ЦГИА СПб. Фонд 487. Опись 1. Дело 465. По делу прусского подданного А. Э. Фелиша, обвиняемого в хранении тайных фотографий. ПРОКУРОРСКИЙ НАДЗОР ПЕТРОГРАДСКОГО ОКРУЖНОГО СУДА. ПЕТРОГРАД. 1866—1917.
- РГИА. Фонд 776 : Главное управление по делам печати (Отчёты инспекторов типографий и других полиграфических заведений о состоянии этих заведений).
- ЦГАКФФД СПб. Фотодокумент Б 1217, Б 1233, Б 1216, Б 1224, Б 1239.